# Will Boyd
William James Boyd, detto Will (Little Rock, 27 aprile 1979), è un bassista alternative metal statunitense.
Fa parte degli American Princes e dei Two Spines; ha suonato con gli Evanescence fino al giugno del 2006.
Boyd divenne membro effettivo degli Evanescence nel giugno del 2003, ma aveva già co-scritto con essi due delle loro canzoni, "October" (mai pubblicata) e "So Close" (pubblicata nel 1998 in Evanescence EP). Will è entrato a far parte di band punk locali di Little Rock come i The Visitors, i Lucky Father Brown e, attualmente, con i Two Spines e gli American Princes. Ha lasciato gli Evanescence nel giugno del 2006 in quanto non poteva intraprendere un altro grande tour mondiale, e fu sostituito da Tim McCord.

## Discografia

### The Visitors
- Some Other Day (1997)
- Gone For Days EP (1998)

### Evanescence
- Evanescence EP (1998)
- Fallen (3 marzo 2003)
- Origin (4 novembre 2000)
- Anywhere but Home (23 novembre 2004)
- The Open Door (25 settembre 2006)

### American Princes
- Other People (15 aprile 2008)